# 罗伯特·雷赫尔
罗伯特·雷赫尔（捷克語：Robert Reichel，1971年6月25日—），捷克男子冰球运动员。他曾代表捷克参加1998年和2002年冬季奥林匹克运动会冰球比赛，其中1998年冬季奥运会获得一枚金牌。